# Rosa balcarica
Rosa balcarica — вид рослин з родини розових (Rosaceae); ендемік північного Кавказу.

## Опис
Листки восени фіолетові. Квітки яскраво-рожеві. Плоди великі, оранжеві.

## Поширення
Ендемік північного Кавказу.
Типовий екземпляр походить з Баксанської ущелини Кабардино-Балкарія.